# Яровая, Ирина Анатольевна
Ири́на Анато́льевна Ярова́я (урожд. Черняхо́вская; род. 17 октября 1966, Макеевка, Донецкая область) — российский политик, юрист. Заместитель председателя Государственной думы Федерального собрания Российской Федерации VII и VIII созывов с 5 октября 2016.
Депутат Государственной думы Федерального собрания Российской Федерации V, VI, VII и VIII созывов. Член Генерального совета партии «Единая Россия».
Получила известность как автор и соавтор ряда резонансных законопроектов, в том числе об ужесточении ответственности за нарушение правил проведения митингов, об ужесточении миграционного законодательства, об уголовной ответственности за клевету и об обязательном получении статуса «иностранных агентов» некоммерческими организациями, имеющими зарубежное финансирование.
С 1997 по 2007 год состояла в партии «Яблоко», от которой избиралась в Совет народных депутатов Камчатской области, занимала посты руководителя Камчатского регионального отделения, члена Центрального бюро и заместителя председателя партии «Яблоко».
В 1988—1997 годах — сотрудник органов прокуратуры СССР, а затем прокуратуры Российской Федерации. Младший советник юстиции.
Находится под персональными международными санкциями 27 стран ЕС, Великобритании, США, Швейцарии, Австралии, Японии, Украины, Новой Зеландии.

## Биография

### Петропавловск-Камчатский
Родилась 17 октября 1966 года в Макеевке Донецкой области Украинской ССР.
За несколько месяцев до окончания средней школы[какой?] вместе с родителями переехала в Петропавловск-Камчатский, где в 1983 году окончила школу № 33. После окончания средней школы поступила во Всесоюзный юридический заочный институт (ВЮЗИ). Параллельно заочному обучению в 1983—1988 годах работала в Дальневосточном тресте инженерно-строительных изысканий, сначала секретарём-машинисткой, затем инженером по охране труда. В 1988 году Учебно-консультационный пункт ВЮЗИ в Петропавловске-Камчатском был включён в состав Дальневосточного государственного университета (ДВГУ). В том же году Яровая получила диплом об окончании юридического факультета ДВГУ.
В 1988—1997 годах работала в органах прокуратуры Камчатской области. Последовательно занимала должности стажёра, следователя, помощника прокурора, заместителя прокурора Петропавловска-Камчатского, начальника следственного отдела, старшего помощника прокурора Камчатской области. По словам Яровой, прокурором она хотела быть с детства.

### «Яблоко»
В ноябре 1997 года Ирина Яровая как независимый кандидат была избрана в Совет народных депутатов Камчатской области второго созыва, где стала председателем конституционно-правового комитета, а также возглавила депутатскую фракцию «Яблока». В 1999 году «Яблоко» включило Яровую в федеральный список на выборах в Государственную думу III созыва, однако депутатского мандата по итогам голосования она не получила. На проходивших в 2000 году довыборах по Камчатскому одномандатному избирательному округу № 87 Яровая также потерпела неудачу, заняв четвёртое место с результатом 9,6 % голосов избирателей.
В 2000 году с отличием окончила Российскую академию государственной службы при Президенте Российской Федерации.
В 2001 году избрана членом Федерального совета партии «Яблоко» и в том же году прошла курс обучения в Московской школе политических исследований. В декабре того же года вновь избрана депутатом Совета народных депутатов Камчатской области третьего созыва и возглавила комитет по государственному строительству и местному самоуправлению (бывший конституционно-правовой комитет), а также стала заместителем председателя комиссии по регламенту, депутатской этике и процедурным вопросам. Входила в блок «За Камчатку», находившийся в оппозиции губернатору Камчатской области Михаилу Машковцеву. По словам Машковцева, у Яровой в то время была «единственная цель в жизни — свергнуть губернатора».
На прошедших в декабре 2003 года выборах депутатов Государственной думы IV созыва Яровая баллотировалась от «Яблока» и вновь проиграла, заняв по Камчатскому одномандатному избирательному округу № 88 третье место. По словам председателя «Яблока» Григория Явлинского, в ходе предвыборной кампании Яровая получила предложение о переходе в партию «Единая Россия», от которого отказалась. В том же году на съезде «Яблока» Яровая была избрана заместителем Явлинского. Одновременно являлась руководителем Камчатского регионального отделения «Яблока». В 2004 году противодействовала избранию губернатором области кандидата от «Единой России» Олега Кожемяко, создала для борьбы с ним «Комитет против лжи».
Активно выступала против предложенного «Единой Россией» объединения Камчатской области и Корякского автономного округа, называя будущий субъект «союзом голого и нищего».
В телепрограмме «Познер» Яровая сказала, что ни разу не баллотировалась в Государственную думу от партии «Яблоко», всегда выступала в качестве свободного кандидата.
В финансировании политической деятельности Яровой на Камчатке, в том числе и её предвыборных кампаний, участвовали нефтяная компания «ЮКОС» и созданный Михаилом Ходорковским фонд «Открытая Россия». Яровая активно участвовала в деятельности фонда, в 2002—2006 годах являлась куратором Камчатского отделения «Открытой России».

### «Единая Россия»
В октябре 2007 году вышла из «Яблока» и вступила в партию «Единая Россия». По словам исполнительного секретаря Политического комитета партии «Яблоко» Галины Михалёвой, её уход связан с желанием переехать c Камчатки в Москву и получить место депутата Госдумы РФ, чего Григорий Явлинский не мог ей гарантировать. Председатель «Яблока» Сергей Митрохин так объясняет переход Яровой в «Единую Россию»: «попросила перевести её в Москву, выдать квартиру и машину. У нас, разумеется, таких средств не было. Зато у „Единой России“ были».
После выхода из «Яблока» стала поддерживать проект объединения Камчатки и Корякии, вошла в состав специально созданной рабочей группы.
В декабре 2007 года приняла участие в выборах депутатов Государственной думы V созыва от «Единой России» по региональному списку Камчатского края, где была вторым номером после губернатора Камчатского края Алексея Кузьмицкого. Первоначально в Думу не прошла, но получила мандат депутата после отказа от него губернатора Алексея Кузьмицкого.

### Госдума
С декабря 2007 года Яровая являлась депутатом Государственной думы V созыва — ей был передан мандат Алексея Кузьмицкого. В 2008—2009 годах была заместителем председателя думского комитета по делам федерации и региональной политике, в 2009—2011 годах — заместителем председателя комитета по конституционному законодательству и государственному строительству. В 2008 году Яровую включили в состав Генерального совета «Единой России». В том же году она возглавила консервативно-патриотический клуб партии, активность которого к тому времени значительно снизилась в связи с уходом курировавшего проект Ивана Демидова. Позднее клуб получил название «государственно-патриотического». В 2009 году Яровая была включена в список кадрового резерва Президента России. В 2011 году указом президента Дмитрия Медведева ей было присвоено почётное звание «Заслуженный юрист Российской Федерации».
В сентябре 2011 года была включена «Единой Россией» в список кандидатов в депутаты Государственной думы VI созыва от Камчатского края. Однако, не набрав на Камчатке необходимого количества голосов избирателей, в Думу не прошла. Получила депутатский мандат от губернатора Камчатского края Владимира Илюхина, которому, в свою очередь, он был передан возглавлявшим федеральный список «Единой России» Дмитрием Медведевым. Ранее Яровая резко критиковала практику передачи мандатов, называя получивших подобным образом место в Думе депутатов «тёмными лошадками, которые будут голосовать как надо».
С декабря 2011 года депутат Государственной думы VI созыва, состоит во фракции «Единая Россия». В Думе Яровая возглавляет комитет по безопасности и противодействию коррупции, а также сопредседатель комиссии по рассмотрению расходов федерального бюджета, направленных на обеспечение национальной обороны, национальной безопасности и правоохранительной деятельности.
По состоянию на декабрь 2012 года, Ирина Яровая занимала в «Единой России» посты члена президиума Генерального совета партии, члена Центральной контрольно-ревизионной комиссии, являлась координатором внутрипартийной патриотической политической платформы и государственно-патриотического клуба. Входила в редакционный совет партийного интернет-журнала «Российский консерватор».
С 18 сентября 2016 года — депутат Государственной думы VII созыва. Заместитель Председателя Государственной думы. На этом посту Яровая довольно часто отсутствовала на заседаниях Государственной думы, доверяя (вопреки Регламенту Государственной думы) свою карточку для голосования коллегами. В 2020 году Яровая была один из самых часто пропускающих заседания Думы депутатов. В 2021 году Яровая также часто отсутствовала на голосовании. Так, 20 апреля 2021 года Ирина Яровая покинула зал заседания через час после его начала, но от имени Яровой голос «за» был подан по 49 законопроектам.
С 14 апреля 2023 года — руководитель рабочей группы для разработки предложений по запрету иностранным агентам и деятелям культуры, покинувшим Россию и критикующим страну, получать доход от творческой деятельности на территории России.

## Социально-политические взгляды
С момента перехода в «Единую Россию» поддерживает политические и социальные инициативы партии, президента и правительства. К успехам относит политику в области здравоохранения, образования, дорожного строительства и борьбы с коррупцией. Сторонница идеологем «суверенная демократия» и «русский консерватизм», которые считает «важнейшим конкурентным преимуществом России в глобальном мире». Политические взгляды Яровой характеризуют как «консервативно-охранительные». На фоне объявленного Д. А. Медведевым курса на модернизацию, заявляла о своей приверженности «консервативной модернизации».
В декабре 2012 года, в ответ на критику рассматриваемых Думой инициатив в ответ на принятие США закона Магнитского, Яровая обвинила правозащитницу Л. М. Алексееву в отстаивании проамериканской политической позиции, заявив буквально следующее:

Гражданка США г-жа Алексеева принесла присягу на верность Соединённым Штатам, полностью отреклась от России и обязалась даже с оружием в руках сражаться только на стороне США.

Выступает за патриотическое воспитание детей, в частности за введение во всех школах единого государственного учебника истории, участие суворовцев и нахимовцев в парадах на Красной площади. Сторонница ужесточения наказаний по целому ряду уголовных преступлений и административных правонарушений, а также введения смертной казни. Активно выступает с заявлениями о необходимости борьбы с коррупцией. На фоне скандалов, связанных с многомиллиардными хищениями в Министерстве обороны и обвинениями в коррупции бывшего министра сельского хозяйства Елены Скрынник, заявила о необходимости усиления ответственности чиновников-коррупционеров. Вместе с тем выступила против инициативы оппозиционных партий о расширении круга родственников чиновников, обязанных декларировать свои доходы.
Выступает за внедрение в России ювенальной юстиции. Яровая считает, что интернет «разрушает понятие границы, понятие суверенитет». Яровая поддержала российское нападение на Украину, заявив что Россия напала на Украину, чтобы не допустить «акт геноцида в его классическом прочтении, когда уничтожается всё население».

## Законотворческая деятельность

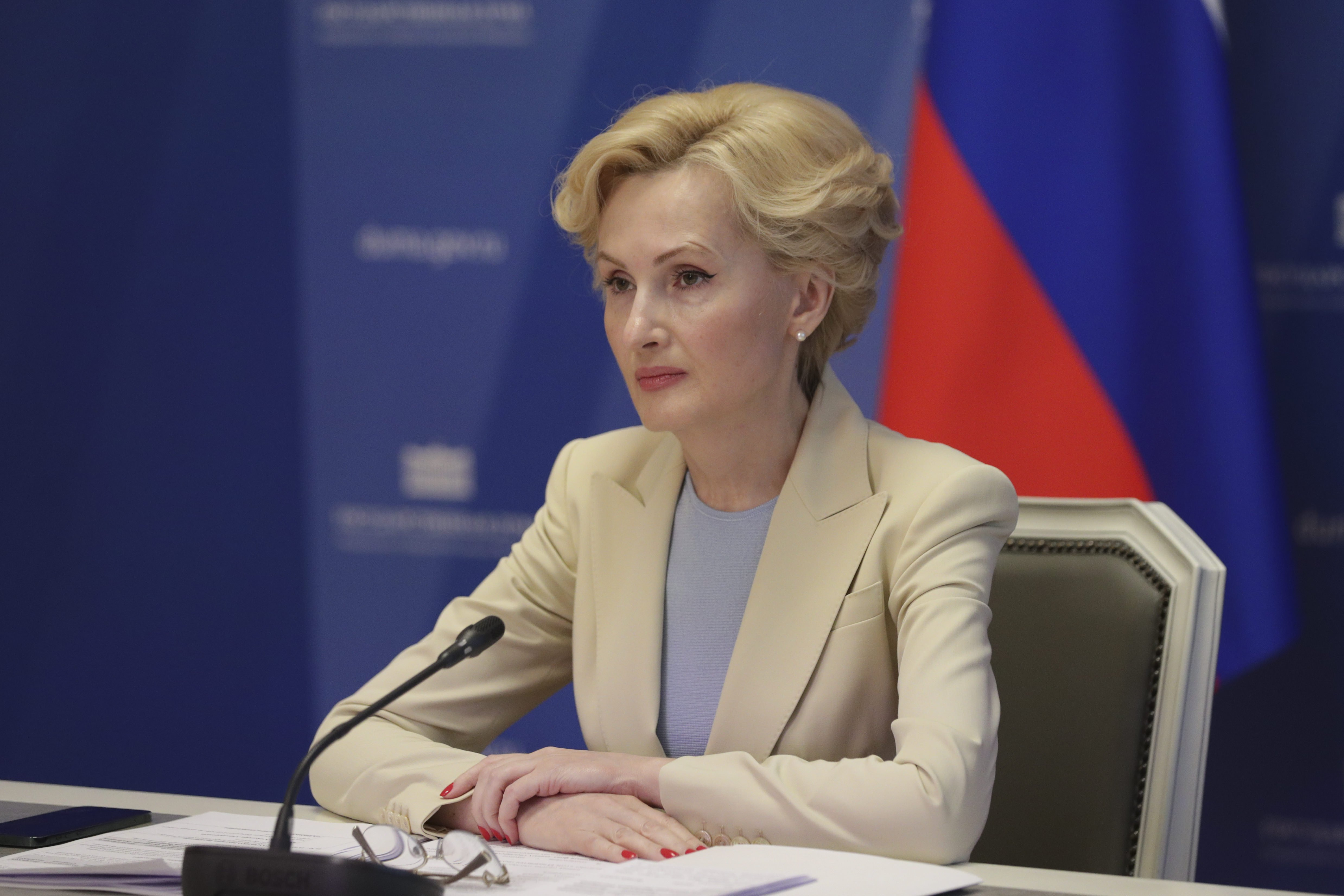
На заседании Президиума Совета законодателей Российской Федерации при Федеральном Собрании РФ

С 2007 по 2019 год, в течение исполнения полномочий депутата Государственной Думы V, VI и VII созывов, выступила соавтором 223 законодательных инициатив и поправок к проектам федеральных законов.
Яровая - один из самых полезных депутатов в соответствии с интегральным рейтингом депутатов Государственной Думы. По итогам 2024 года заняла 3 место среди всех коллег-депутатов и 3 место среди коллег по фракции; по итогам первого квартала 2025 году – также заняла 4 место среди всех депутатов и 3 место во фракции. Для расчета итоговой позиции используются несколько критериев: индекс народного голосования (возможности депутата мобилизовать сторонников), активность депутата в Госдуме (законотворческая активность), медийность (количество упоминаний о депутате в СМИ), а также работа в регионе (оценка работы депутатов на конкретной территории экспертами).

Один из авторов закона «О внесении изменения в Федеральный конституционный закон „О Государственном флаге Российской Федерации“». Законопроект закрепляет права граждан, общественных объединений, организаций использовать российский флаг или его изображения не только в официальном порядке.

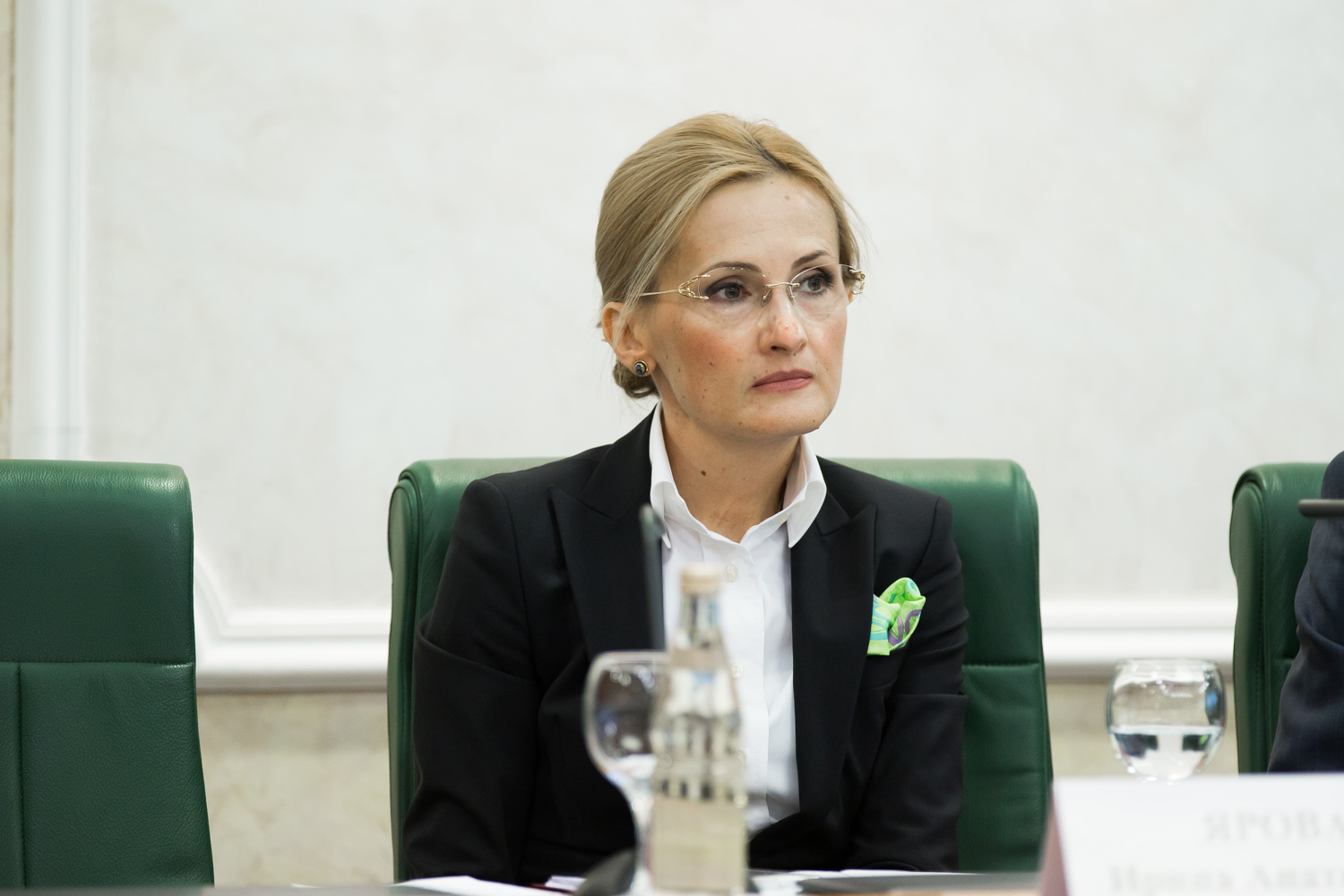
На парламентских слушаниях 18 ноября 2013 года

Один из авторов законопроекта о защите исторической памяти, который устанавливает ответственность за посягательство на историческую память в отношении событий, имевших место в период Второй мировой войны. Закон дополнил раздел Уголовного кодекса о международных преступлениях новой статьёй, устанавливающей ответственность за отрицание или одобрение преступлений национал-социализма, нацистских преступников, признание неправомерными действий антигитлеровской коалиции. 23 апреля 2014 года закон был принят Думой, 29 апреля 2014 года одобрен Советом Федерации и 5 мая 2014 года подписан Президентом.
Стала одним из авторов закона «Об основах государственного регулирования торговой деятельности в Российской Федерации». Активность Яровой при работе над законопроектом связывалась с лоббированием интересов производителей, желанием усилить влияние внутри «Единой России» и увеличить свой потенциал как публичной фигуры. Яровая, по словам одного из авторов доклада «Анализ лоббистской борьбы вокруг принятия закона „О государственном регулировании торговой деятельности в Российской Федерации“», политолога и эксперта по вопросам лоббизма Евгения Минченко, стала лидером по количеству негативных оценок со стороны работавших над докладом экспертов, среди которых были государственные чиновники, депутаты Госдумы, представители конкурирующих бизнес-структур, специалисты в сфере экономики и права. Эксперты, в частности, отмечали, что законопроект депутата содержал в себе значительное количество норм, ограничивающих свободу торговли и прямо противоречащих Конституции. Позднее вместе с Виктором Звагельским стала инициатором внесения в Кодекс об административных правонарушениях поправок, вводящих ответственность за нарушение закона о торговле в виде оборотных штрафов, что вызвало острую критику со стороны ретейлеров и обвинения инициаторов законопроекта в лоббировании интересов «крупного продовольственного производства и крупнейших торговых сетей», после чего депутаты отозвали свой законопроект.
Вместе с пятью депутатами-единороссами в 2012 году внесла законопроект о возврате в российский Уголовный кодекс ответственности за клевету, позднее к ним присоединилась вся фракция «Единая Россия». Усиление наказания за клевету было принято только голосами «Единой России». В ответ на критику закона со стороны правозащитников, журналистов, представителей оппозиции и международных организаций Яровая заявила, что угрозу в поправках видят только те, для кого «клевета — это способ жизни, средство существования, образ мыслей и поведения».
В составе группы депутатов-единороссов является автором законопроекта, ужесточающего контроль над некоммерческими организациями (НКО), получающими зарубежное финансирование и занимающихся политической деятельностью в России, ставший известным как «закон об иностранных агентах». Согласно закону, иностранные агенты должны зарегистрироваться как таковые в Министерстве юстиции и указывать свой статус во всех публикациях в СМИ и интернете. Яровая также является инициатором поправок в Кодекс об административных правонарушениях, предусматривающих крупные санкции за неисполнение требований данного закона. Яровая не раз остро реагировала на критику закона, называя её «либеральным галдежом», а НКО, которые предлагали изменить формулировку «иностранный агент» на другую, назвала «троянскими конями», которые «стремятся не выглядеть теми, кто они есть на самом деле».
В июне 2013 года внесла законопроект (список авторов насчитывает 40 человек), вводящий уголовную ответственность за «реабилитацию нацизма» и «распространение ложных сведений о деятельности армий антигитлеровской коалиции в период Второй мировой войны вместе с обвинением в совершении преступлений» и предусматривающий в качестве наказания в том числе лишение свободы. Однако данный законопроект был подвергнут критике, в том числе со стороны ОБСЕ и Совета Федерации, и в итоге принят не был. На фоне скандала, вызванного опросом телеканала «Дождь» о блокаде Ленинграда, в январе 2014 года депутат предприняла новую попытку внести законопроект: Яровая считает, что опрос «Дождя» должен оцениваться как преступление по реабилитации нацизма. По информации ВС, за год по статье 354.1 УК осуждены два человека, ещё двоим эта статья вменялась в качестве дополнительной квалификации преступления.
3 апреля 2014 года комитет по безопасности Госдумы во главе с Яровой предложил внести в законодательство поправки к антитеррористическому пакету, внесённому в начале года после терактов в Волгограде. Максимальный срок за организацию массовых беспорядков поднимался с 10 до 15 лет тюрьмы, готовившим людей к беспорядкам грозит до 15 лет, лицам, «проходящим обучение, заведомо для обучающегося проводимого в целях организации массовых беспорядков либо участия в них», грозит до 10 лет тюрьмы и штраф до 500 000 рублей. 23 апреля закон был принят голосами 432 депутатов, при этом, по данным газеты «Коммерсантъ», это произошло с несколькими нарушениями: проекта не было в повестке пленарного заседания, комитет поддержал законопроект «опросным листом», то есть без проведения заседания. По мнению Яровой, законопроект рассматривался «в соответствии с нормами регламента». По сведениям источника «Коммерсанта» из администрации президента, ускоренное принятие проекта произошло по той причине, что «Яровая опасалась, что в противном случае законопроект может не успеть пройти через Совет федерации и президента до 9 мая, что должно быть символично» (закон был подписан президентом 5 мая).
В октябре 2014 года группа из семи единороссов во главе с Яровой предложила поправки к закону «Об образовании в РФ», по которым в стране должны быть базовые школьные учебники по истории, литературе и русскому языку, для отбора которых предлагается особый порядок с обязательным открытым конкурсом и общественной экспертизой. Инициатива подверглась критике как со стороны депутатского корпуса, так и со стороны учительского сообщества. 14 октября члены общественного совета при министерстве образования и науки в открытом письме Госдуме обвинили отдельных депутатов в «отсутствии критического отношения к прошлому и настоящему своей страны, неспособности к диалогу, узости взгляда и страхе перед выбором» и призвали «руководство Государственной думы объяснить своим коллегам нелепость их законопроекта и не принимать его к рассмотрению». В министерстве заявили, что разработают единые стандарты по русскому языку и литературе, аналогичные концепции преподавания истории.
В 2015 году Яровая выступила с инициативой введения уголовной ответственности за пропаганду наркотиков. В частности, за изображение листка конопли Яровая предложила привлекать к уголовной ответственности и наказывать двумя годами тюрьмы.

### Комментарии специалистов
Андрей Зубов:  о законопроекте о защите исторической памяти

### Закон Яровой
В апреле 2016 года вместе с сенатором Виктором Озеровым внесла законопроекты, ужесточающие наказание за терроризм и экстремизм, получившие прозвище «пакет Яровой» или «закон Яровой». Среди нововведений содержатся повышение срока по ряду уголовных статей, введение дополнительных причин для запрета на выезд и въезд, повышение срока хранения операторами мобильной связи информации о фактах приёма, передачи и содержимого голосовой информации и сообщений (с полугода до трёх лёт), дозволение следователям получать информацию из электронной переписки, введение понятия «акт международного терроризма» и введение уголовное ответственности за недоносительство. 13 мая 2016 года законопроект был принят Госдумой в первом чтении, до этого получив одобрение Правительства (потребовавшего лишь доработать пункт касательно операторов связи) и возглавляемого Яровой Комитета по безопасности. Документ подвергался критике Правового управления Госдумы, Совета по правам человека при президенте РФ, депутатов КПРФ и СМИ за жёсткость, внесудебность, нарушение прав граждан и регламента.
На реализацию требований «закона Яровой», по расчётам некоторых операторов связи, потребовались бы следующие затраты:
- Почте России — 500 млрд руб. единовременных затрат на закупку необходимого оборудования и ежегодно по 100 млрд руб. на обслуживание этого оборудования и на зарплаты сотрудникам, занятым выполнением требований этого закона[94];
- сотовым операторам — 2,2 трлн руб., что приведёт к росту стоимости услуг связи для конечных потребителей в 2-3 раза[94].

На следующий день после подписания этого законопроекта президентом России Путиным Владимиром Владимировичем на сайте Российской общественной инициативы появилась петиция, призывающая отменить этот закон, набравшая за первый день более 10 000 подписей, а по состоянию на август 2016 года — не менее тыс. подписей. 14 августа инициатива набрала 100 тысяч подписей, её должна в течение двух месяцев рассмотреть экспертная рабочая группа, которая приняла «мотивированное решение о реализации или отклонении инициативы». Было указано в перечне выводов по итогам заседания, на котором обсуждалась петиция об отмене «закона Яровой», что отмена такого «фундмаментального закона недопустима в угоду интересов отдельной группы коммерсантов».

## Критика
- Взгляды И. А. Яровой за период её политической деятельности существенно изменились, что позволяет её оппонентам обвинять депутата в конъюнктурности и беспринципности[5][23]. В 1997—2007 годах Яровая являлась активным сторонником «Яблока», отличалась демократическими взглядами, остро критиковала политику власти и «Единой России», осуждала практику перехода депутатов из одной партии в другую[5][23][28][40][106][107]. По словам бывшего руководителя «Открытой России» И. Ясиной, Яровая в то время «не выступала ни с какими пропутинскими высказываниями, а наоборот хвалила Ходорковского»[23].
- Яровая известна жёсткими, подчас оскорбительными высказываниями в адрес оппозиции. Называет протестные выступления граждан России 2011—2012 годов «фарсом хамелеонов», «протестом ради протеста», заявляет, что на митинги выходят «люди с недобрыми намерениями»[108][109][110]. Считает, что лидеры оппозиции — это «кучка людей», которые «ничем не отличаются от террористов, уголовников и кормятся из одних и тех же рук», а всё, что делает А. Навальный, «это недобросовестный бизнес-проект»[111][112][113]. Заявляет, что «все идеологические и политические тезисы оппозиции с точки зрения общепризнанных нравственных категорий настраивают людей на безнравственное поведение, побуждают их к ненависти, злости»[50].
- Совместно с депутатом-единороссом В. Ф. Звагельским, которого часто связывают с водочным лобби[114][115][116][117], Яровая за период депутатской деятельности неоднократно выступала с инициативами и законопроектами, ограничивающими рекламу и продажу пива, слабоалкогольной продукции и энергетических напитков[42][118][119]. В связи с этим саму Яровую также причисляли к лоббистам производителей крепких спиртных напитков[5][120].
- Являлась одним из авторов поправок к закону «О рекламе», ограничивающих права телеканалов по заключению договоров с продавцами рекламы, чья доля в этом сегменте превышает 35 %. Участники рекламного рынка высказывали мнение, что поправки были пролоббированы холдингом «Газпром-Медиа»[121].
- 11 октября 2012 года, за несколько часов до начала заседания Верховного суда РФ по вопросу восстановления на брянских выборах кандидатуры действующего губернатора Николая Денина, пресс-служба комитета по безопасности и противодействию коррупции распространила комментарий своей руководительницы, заявившей: «Верховный суд РФ защитил жителей Брянской области от „мусорных“ технологий КПРФ и вернул право выбора Николая Денина». Позже сотрудники комитета сообщили об ошибке, и что Яровая только надеется на благоприятный исход дела для её однопартийца[122][123].
- 15 марта 2013 года Яровая стала главным персонажем опубликованной в газете «Московский комсомолец» и вызвавшей скандал[124][125][126][127] статьи Георгия Янса «Политическая проституция сменила пол» Архивная копия от 11 марта 2018 на Wayback Machine.
- В июне 2016 года критику[128][129] профессионального сообщества вызвали поправки, касающиеся требования, по которому интернет-сервисы должны будут предоставлять ключи для дешифрования переписки и звонков пользователей.

## Собственность и доходы
В марте 2013 года издание The New Times сообщило, что, по имеющимся в его распоряжении документам, Ирина Яровая живёт в «элитном» комплексе «Тверская Плаза» в центре Москвы, в квартире, не внесённой в декларации депутата и её мужа и приобретённой на доходы неясного происхождения. По оценке консалтинговой компании Welhome, на момент покупки в 2006 году стоимость квартиры составляла примерно 1 386 000 долларов США (36 млн рублей), в то время как задекларированный в том же году доход Яровой составил около полумиллиона рублей. По данным Росреестра, собственником этой квартиры является Екатерина Александровна Яровая (дочь Ирины Яровой от первого брака), которой на момент приобретения имущества (18 сентября 2006 года) было 17 лет. В ответ на публикации в прессе представитель Яровой сообщил, что «по закону депутат Яровая должна декларировать свою собственность, мужа и несовершеннолетних детей, а квартира принадлежит уже совершеннолетней дочери. То есть здесь нет никаких нарушений закона и нет повода для оправданий».
С 1 января 2013 года в России вступил в силу закон «О контроле за соответствием расходов лиц, замещающих государственные должности, и иных лиц их доходам», одним из авторов которого являлась Яровая. Закон обязывает предоставлять сведения о расходах супругов и несовершеннолетних детей в том случае, если сумма сделки превышает общий доход семьи за три года. Квартира в «Тверской Плазе» была куплена до вступления закона в силу, и Екатерина Яровая на тот момент была совершеннолетней, поэтому сделка под этот закон не подпадает. Сама Яровая выступает против того, чтобы чиновники декларировали доходы и имущество близких родственников.
В сведениях о доходах и имуществе депутатов за 2014 год указано, что Яровая получила годовой доход в размере 4,9 млн рублей, её супруг заработал за год 7 млн рублей. Согласно предоставленным данным, недвижимостью (кроме найма квартиры на срок полномочий депутата ГД) и транспортными средствами семья не владеет. Доход Яровой за 2016 год составил 6 305 593 рубля.

## Семья
Первый муж — Александр Яровой, слесарь ЖЭК из Макеевки. Их дочь Екатерина родилась в 1989 году.
Второй муж — Виктор Александрович Алексеенко, предприниматель, совладелец одного из камчатских рыбных заводов, учредитель компании «Камакфес». Алексеенко одновременно с Яровой являлся депутатом Совета народных депутатов Камчатской области.
Воспитывает двоих детей — дочь Екатерину и сына Сергея.
По сведениям прессы, брат Ирины Яровой Анатолий Черняховский возглавляет отделение Федеральной службы безопасности РФ в Геленджике.

## Награды

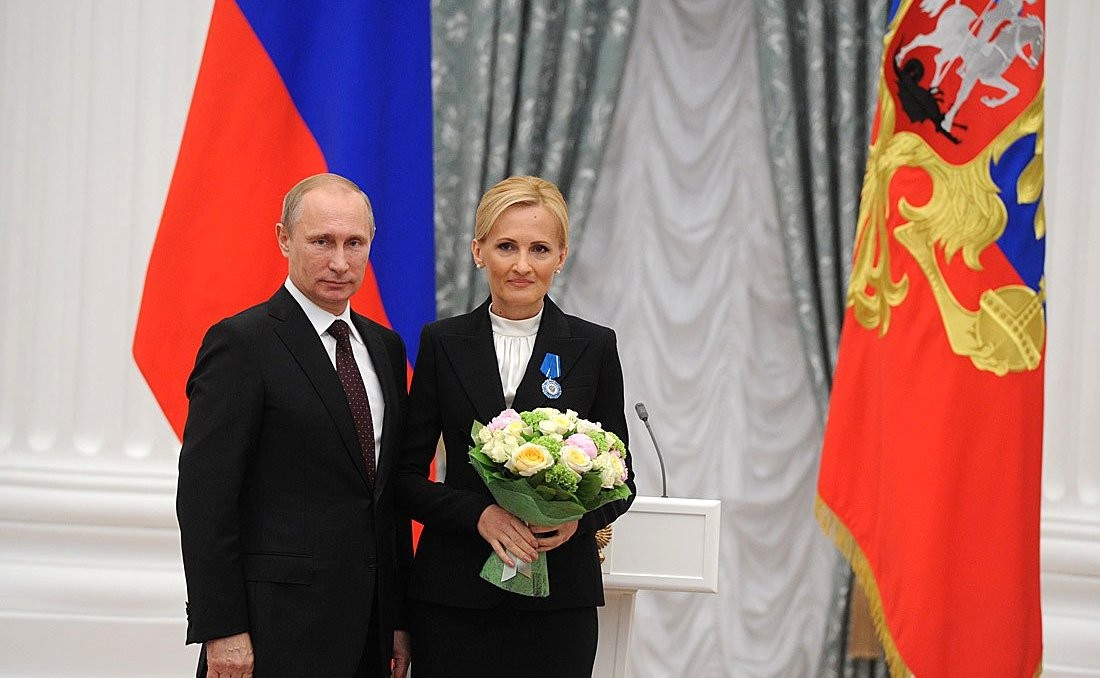
Награждение орденом Почёта. 31 июля 2014 года

- Орден Почёта (28 мая 2014 года) — за достигнутые трудовые успехи, заслуги в гуманитарной сфере, активную законотворческую и общественную деятельность, многолетнюю добросовестную работу[139].
- Заслуженный юрист Российской Федерации (23 сентября 2011 года) — за активное участие в законотворческой деятельности и многолетнюю добросовестную работу[34].
- Благодарность Президента Российской Федерации (20 сентября 2016 года) — за заслуги в законотворческой деятельности и многолетнюю плодотворную работу[140].
- Благодарность Правительства Российской Федерации (6 июля 2011 года) — за заслуги в законотворческой деятельности и многолетнюю добросовестную работу[141].
- Награждена медалью Камчатского областного суда «За личный вклад в дело осуществления правосудия», медалью «За безупречную службу», знаком отличия Генеральной прокуратуры РФ «За верность закону» первой степени, рядом ведомственных почётных грамот и благодарностей[43][142][143].
- Юбилейная медаль «МПА СНГ. 25 лет» (13 октября 2017 года, Межпарламентская ассамблея СНГ) — за заслуги в деле развития и укрепления парламентаризма, за вклад в развитие и совершенствование правовых основ функционирования Содружества Независимых Государств, укрепление международных связей и межпарламентского сотрудничества[144].
- Юбилейная медаль «МПА СНГ. 30 лет» (16 ноября 2023 года, Межпарламентская ассамблея СНГ) — за заслуги в деле развития и укрепления парламентаризма, за вклад в развитие и совершенствование правовых основ функционирования Содружества Независимых Государств, укрепление международных связей и межпарламентского сотрудничества[145].
- В рейтинге «100 самых влиятельных женщин России» журнала «Огонёк», опубликованном в марте 2014 года, заняла 17-е место[146].

## Международные санкции
Из-за поддержки российской агрессии и нарушения территориальной целостности Украины во время российско-украинской войны находится под персональными международными санкциями разных стран.
25 февраля 2022 года, на фоне вторжения России на Украину, включена в санкционный список стран Евросоюза в ответ на решение России признать территории Донецкой и Луганской областей Украины и на решение об отправке туда российских войск.
11 марта 2022 года внесена в санкционный список Великобритании «за признание независимости двух сепаратистских регионов в Украине».
30 сентября 2022 года попала в санкционный список США в ответ на «фиктивные референдумы» и «аннексию территорий Украины российскими оккупационными силами». Государственный департамент отмечает что депутаты единогласно приняли закон о фейках, а некоторые депутаты сыграли ключевую роль в распространении российской дезинформации о войне.
23 февраля 2023 года включена в санкционный список Канады «соратников режима», так как она «голосовала за законодательство связанное с вторжением и попыткой аннексии четырёх регионов Украины».
По аналогичным основаниям, с 4 марта 2022 года находится под санкциями Швейцарии. С 4 мая 2022 года находится под санкциями Австралии. С 12 апреля 2022 года находится под санкциями Японии. Указом президента Украины Владимира Зеленского от 7 сентября 2022 находится под санкциями Украины. С 12 октября 2022 года находится под санкциями Новой Зеландии.